# Methyl-2-azido-3,4,6-tri-O-benzyl-2-desoxy-α-D-mannopyranosid
Methyl-2-azido-3,4,6-tri-O-benzyl-2-desoxy-α-D-mannopyranosid ist eine chemische Verbindung, die sich vom Mannosamin ableitet. Es ist als Zwischenprodukt in der organischen Synthese von Bedeutung.

## Gewinnung und Darstellung
Nach Koto et al. wird Methyl-2-azido-3,4,6-tri-O-benzyl-2-desoxy-α-D-mannopyranosid in vier Schritten aus Methyl-4,6-O-benzyliden-2-O-trifluormethansulfonyl-α-D-glucopyranosid (1) synthetisiert. Dazu wird im ersten Schritt die Tosylgruppe mittels Tetrabutylammoniumazid in Dimethylformamid gegen ein Azid substituiert. Dann wird das Benzylacetal entschützt (Hydrolyse durch Trifluoressigsäure in einem Lösungsmittelgemisch aus Chloroform und Methanol). Das so entstandene, azidylierte Methylglycosid 3 wird im letzten Schritt mit Benzylbromid und Natriumhydrid benzyliert. Zur Isolation und Reinigung des Produktes wird eine Säulenchromatographie mit einem Eluentengradienten von Hexan:Ethylacetat 100:1 zu 3:1 durchgeführt.